# “湾区升明月”大湾区电影音乐晚会
“湾区升明月”大湾区电影音乐晚会，是由電影頻道節目中心、紫荊文化集團、鳳凰衛視联合主辦的以电影音乐为主题的综合性文艺晚会，参演嘉宾以來自於两岸四地電影人和音樂人为主。晚会于2021年中秋节首度举办，之后于2023年起每年举办一次。

## 历史
2021年9月2日，首屆「粵港澳大灣區購物節」開幕並宣佈9月21日《灣區升明月－2021年大灣區中秋電影音樂晚會》的相關信息，是为首届“湾区升明月”晚会。该届晚会分深圳主会场和香港分会场两个会场举行。
2023年6月29日，“湾区升明月”2023大湾区电影音乐晚会在香港举办，之后的晚会每年举办一次。

## 历届概况
| 年份 | 举办地                                   | 主持人                                                             |
| ---- | ---------------------------------------- | ------------------------------------------------------------------ |
| 2021 | 深圳深圳湾体育中心（主会场）、香港海港城 | 蓝羽、邓超、谢霆锋、庞玮、田川、陳嘉俊                             |
| 2023 | 香港亚洲国际博览馆                       | 蓝羽、吴京、苏有朋、刘乃奇、陈贝儿、郭洋子、庞玮                   |
| 2024 | 澳门银河综艺馆                           | 蓝羽、汪明荃、张译、苏有朋、田川、刘乃奇                           |
| 2025 | 广东奥林匹克体育中心                     | 蓝羽、陈贝儿、张可盈、方力申、伦子萱、杜卡妮、田川、刘芯怡、梁凯宁 |